# Red Bank (Tennessee)
Red Bank és una població dels Estats Units a l'estat de Tennessee. Segons el cens del 2000 tenia 12.418 habitants.

## Demografia
Segons el cens del 2000, Red Bank tenia 12.418 habitants, 5.897 habitatges, i 3.290 famílies. La densitat de població era de 744,5 habitants/km².
Dels 5.897 habitatges en un 22,8% hi vivien nens de menys de 18 anys, en un 39,2% hi vivien parelles casades, en un 12,6% dones solteres, i en un 44,2% no eren unitats familiars. En el 37,9% dels habitatges hi vivien persones soles l'11,8% de les quals corresponia a persones de 65 anys o més que vivien soles. El nombre mitjà de persones vivint en cada habitatge era de 2,1 i el nombre mitjà de persones que vivien en cada família era de 2,77.
Per edats la població es repartia de la següent manera: un 20% tenia menys de 18 anys, un 11,3% entre 18 i 24, un 31,3% entre 25 i 44, un 22% de 45 a 60 i un 15,4% 65 anys o més.
L'edat mediana era de 36 anys. Per cada 100 dones de 18 o més anys hi havia 87,3 homes.
La renda mediana per habitatge era de 33.848 $ i la renda mediana per família de 41.696 $. Els homes tenien una renda mediana de 30.832 $ mentre que les dones 24.708 $. La renda per capita de la població era de 18.877 $. Entorn del 5,1% de les famílies i el 8% de la població estaven per davall del llindar de pobresa.

## Poblacions més properes
El següent diagrama mostra les poblacions més properes.